# اونامبووا
اونامبووا (به لاتین: Unambuwa) یک منطقهٔ مسکونی در سری‌لانکا است که در استان مرکزی (سری‌لانکا) واقع شده‌است.